# Carlomanno di Baviera
Carlomanno di Baviera (830 – Altötting, 12 aprile 880) è stato re di Baviera (865-880), re dei Franchi Orientali (876-880) e re d'Italia (877-879).

## Origine

L'impero Carolingio alla morte di Ludovico II detto il Germanico. In viola il regno di Carlomanno.

L'impero Carolingio alla morte di Carlo il Calvo. In blu i regni di Carlomanno.

Figlio maschio primogenito del re dei Franchi orientali e re di Lotaringia, Ludovico II detto il Germanico e della moglie, Emma di Baviera, figlia di Guelfo I (?-824/5), conte di Altdorf ed altre contee in Baviera e di Edvige di Baviera. Quindi come confermato dagli Annales Xantenses, Emma era la sorella dell'imperatrice, Giuditta di Baviera.

## Biografia
Nell'861, secondo gli Annales Bertiniani, Carlomanno si ribellò a suo padre, Ludovico il Germanico, e, alleatosi coi Venedi, guidati da Resticio, riuscì a conquistare una gran parte del regno del padre, sino al fiume Inn. Tuttavia, Ludovico riuscì a contenere la ribellione e privò degli onori il suocero di suo figlio Carlomanno, Ernesto I, conte nel Nordgau della stirpe degli Ernestini, che fu esiliato dal regno assieme a Carlomanno, ad Adalardo il Siniscalco ed altri. Carlomanno, nell'863, abbandonato dai Venedi, chiese di essere ricevuto dal padre, che rifiutò. Non molto tempo dopo, Ludovico il Germanico acconsentì a ricevere Carlomanno, che era stato abbandonato anche dai nobili che l'appoggiavano e gli permise di rientrare nel regno.
Dato che Carlomanno era vigilato, per ordine del padre, nell'864, con la scusa di andare a caccia cercò di sottrarsi al controllo, che lo mandò a cercare per concedergli il perdono e restituirgli gli onori.
Nell'865, il padre gli assegnò il regno di Baviera, comprendente oltre alla Baviera propriamente detta, la Carinzia (quindi tutta l'Austria odierna), la Pannonia, la Boemia e la Moravia).
Nell'870, a causa del trattamento di favore che Ludovico il Germanico aveva riservato al figlio Carlomanno, scoppiò una ribellione dei fratelli di quest'ultimo, Ludovico e Carlo il Grosso, che però rientrò in breve tempo.
Alla morte del cugino Ludovico II, nell'875, Carlomanno contrastò lo zio, il re dei Franchi occidentali, Carlo il Calvo per la corona del regno d'Italia, ottenendo l'appoggio di un feudatario importante come il futuro imperatore Berengario, allora marchese del Friuli, e dei Supponidi; tuttavia Carlo, che aveva l'appoggio di papa Giovanni VIII, riuscì ad imporsi nella lotta e si fece incoronare imperatore. Il padre di Carlomanno, Ludovico II il Germanico, accompagnato dal figlio, Ludovico III il Giovane, allora attaccò Carlo sul Reno, lo sconfisse e costrinse a rientrare in patria.

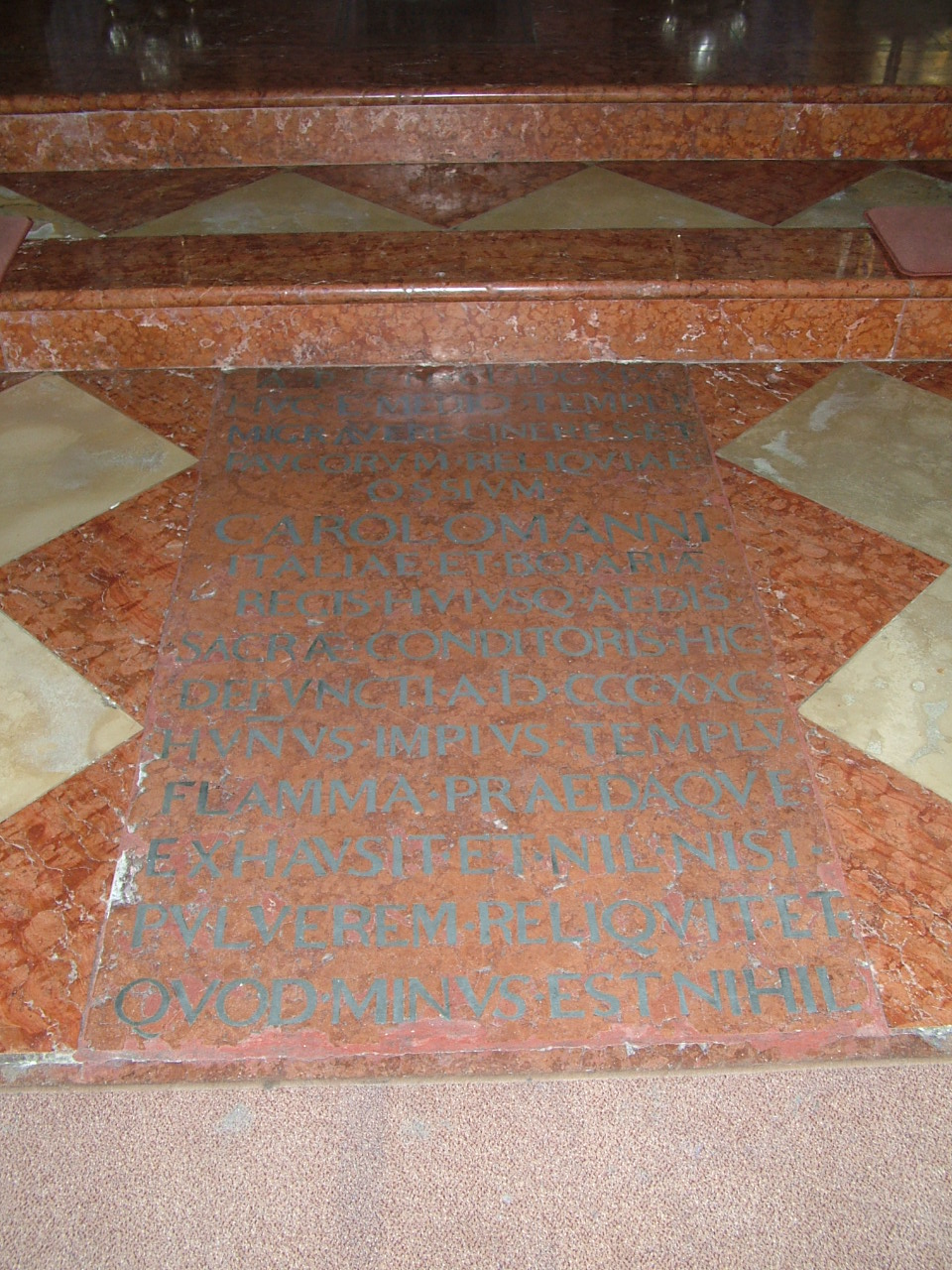
Lapide sulla tomba di Carlomanno ad Altötting.

Il padre, però, rientrato in patria, il 28 agosto 876, morì. Carlomanno assunse quindi la corona dell'intero regno Franco Orientale, assegnazione puramente onorifica in quanto i suoi fratelli continuavano a possederne la maggior parte: Ludovico III il Giovane possedeva la Franconia, la Sassonia e la Turingia, mentre Carlo il Grosso amministrava l'Alemannia (comprendente Svevia e Rezia).
Raccolto un imponente esercito, Carlomanno, nell'877, ritornò in Italia, arrivò a Pavia e, sentendosi minacciato, Carlo il Calvo dovette fuggire in Moriana, dove morì (877). Carlomanno, allora fu incoronato re d'Italia, ma poco dopo fu colto da un grave malore e dovette rientrare in Baviera.
Durante la malattia, nell'879, quando già non parve più in grado di seguire gli affari di stato, Carlomanno assegnò l'Italia al fratello Carlo il Grosso mentre l'altro fratello, Ludovico III il Giovane, si fece consegnare il regno di Baviera, che occupò, togliendolo al figlio illegittimo di Carlomanno, Arnolfo di Carinzia.
La morte di Carlomanno è ricordata, nel mese di aprile 880, sia dagli Annali di Fulda, che gli Annales Necrologi Prumienses. Anche il cronista Reginone ricorda la morte di Carlomanno nel mese di aprile e riporta che fu tumulato a Altötting.
Dopo la morte di Carlomanno, il figlio illegittimo di quest'ultimo, Arnolfo, ottenne il ducato di Carinzia, mentre il fratello, Ludovico il Giovane ricevette la Baviera e il suo titolo regale, mentre il Regno d'Italia andò invece al terzo fratello, Carlo il Grosso

## Discendenza
Prima dell'861, Carlomanno aveva sposato la figlia (di cui non si conosce il nome) del conte nel Nordgau, Ernesto I, della stirpe degli Ernestini, con il quale congiurò contro il padre. In un documento dell'8 luglio 879, Carlomanno parla di una moglie e un figlio. Comunque Carlomanno non ebbe eredi legittimi.
Carlomanno ebbe un'amante, Liutwwindis († prima del 9 marzo 891), di cui non si conoscono gli ascendenti. Secondo alcuni storici era la stessa donna che poi aveva sposato, ma il figlio che gli diede, venne ritenuto illegittimo:
- Arnolfo[1] (ca.850-899), re dei Franchi orientali, re d'Italia e imperatore.

## Antenati
|                          |                 |                     | Genitori             |  |  | Nonni |  |  | Bisnonni    |  |  | Trisnonni       |  |
|                          |                 |                     |                      |  |  |       |  |  | Carlo Magno |  |  | Pipino il Breve |  |
|                          |                 |                     |                      |  |  |       |  |  | Carlo Magno |  |  | Pipino il Breve |  |
|                          |                 | Bertrada di Laon    |                      |  |  |       |  |  | Carlo Magno |  |  |                 |  |
| Ludovico il Pio          |                 |                     |                      |  |  |       |  |  | Carlo Magno |  |  |                 |  |
|                          |                 | Ildegarda           | Geroldo di Vinzgau   |  |  |       |  |  |             |  |  |                 |  |
|                          |                 | Ildegarda           | Geroldo di Vinzgau   |  |  |       |  |  |             |  |  |                 |  |
|                          |                 | Ildegarda           | Emma d'Alemannia     |  |  |       |  |  |             |  |  |                 |  |
| Ludovico II il Germanico |                 | Ildegarda           |                      |  |  |       |  |  |             |  |  |                 |  |
|                          |                 | Ingerman di Hesbaye | Sigramnus di Hesbaye |  |  |       |  |  |             |  |  |                 |  |
|                          |                 | Ingerman di Hesbaye | Sigramnus di Hesbaye |  |  |       |  |  |             |  |  |                 |  |
|                          |                 | Ingerman di Hesbaye | …                    |  |  |       |  |  |             |  |  |                 |  |
| Ermengarda di Hesbaye    |                 | Ingerman di Hesbaye |                      |  |  |       |  |  |             |  |  |                 |  |
|                          |                 | Edvige di Baviera   | …                    |  |  |       |  |  |             |  |  |                 |  |
|                          |                 | Edvige di Baviera   | …                    |  |  |       |  |  |             |  |  |                 |  |
|                          |                 | Edvige di Baviera   | …                    |  |  |       |  |  |             |  |  |                 |  |
| Carlomanno di Baviera    |                 | Edvige di Baviera   |                      |  |  |       |  |  |             |  |  |                 |  |
|                          | Rotardo di Metz | …                   |                      |  |  |       |  |  |             |  |  |                 |  |
|                          | Rotardo di Metz | …                   |                      |  |  |       |  |  |             |  |  |                 |  |
|                          | Rotardo di Metz | …                   |                      |  |  |       |  |  |             |  |  |                 |  |
| Guelfo I                 | Rotardo di Metz |                     |                      |  |  |       |  |  |             |  |  |                 |  |
|                          |                 | Ermelinda           | …                    |  |  |       |  |  |             |  |  |                 |  |
|                          |                 | Ermelinda           | …                    |  |  |       |  |  |             |  |  |                 |  |
|                          |                 | Ermelinda           | …                    |  |  |       |  |  |             |  |  |                 |  |
| Emma di Baviera          |                 | Ermelinda           |                      |  |  |       |  |  |             |  |  |                 |  |
|                          |                 | Isanbarto           | …                    |  |  |       |  |  |             |  |  |                 |  |
|                          |                 | Isanbarto           | …                    |  |  |       |  |  |             |  |  |                 |  |
|                          |                 | Isanbarto           | …                    |  |  |       |  |  |             |  |  |                 |  |
| Edvige di Baviera        |                 | Isanbarto           |                      |  |  |       |  |  |             |  |  |                 |  |
|                          |                 | …                   | …                    |  |  |       |  |  |             |  |  |                 |  |
|                          |                 | …                   | …                    |  |  |       |  |  |             |  |  |                 |  |
|                          |                 | …                   | …                    |  |  |       |  |  |             |  |  |                 |  |
|                          |                 | …                   |                      |  |  |       |  |  |             |  |  |                 |  |

### Fonti primarie
- (LA)  Monumenta Germaniae Historica, tomus IX.
- (LA)  Monumenta Germaniae Historica, tomus II.
- (LA)  Annales Bertiniani.
- (LA)  Monumenta Germaniae Historica, tomus I.
- (LA)  Monumenta Germaniae Historica, Diplomata Regum Germaniae ex Stirpe Karolinorum, tomus I.
- (LA)  Monumenta Germaniae Historica, Diplomata Regum Germaniae ex Stirpe Karolinorum, tomus III.

### Letteratura storiografica
- René Poupardin, I regni carolingi (840-918), in «Storia del mondo medievale», vol. II, 1979, pp. 583–635
- Allen Mayer, I vichinghi, in «Storia del mondo medievale», vol. II, 1979, pp. 734–769